# Cannes-i fesztivál
A cannes-i fesztivál (franciául: Festival de Cannes), 1947–49-ben cannes-i filmfesztivál, majd 2001-ig cannes-i nemzetközi filmfesztivál elnevezéssel, a világ legismertebb és legnagyobb presztízsértékkel bíró filmfesztiválja, melyet minden év májusának második felében tartanak Cannes-ban. A fesztivál fődíjáért, az Arany Pálmáért versenyző filmek vetítésének legfőbb helyszíne a Croisette körúton fekvő Fesztivál- és Kongresszusi Palota.
A nagyjátékfilmek és rövidfilmek versenyével párhuzamosan több szekció eseményei zajlanak; közülük legismertebb az Un certain regard, a Jeune Cinéma (régebben: Cinéfondation) és a Cannes-i Klasszikusok. Ugyanekkor rendezik meg a fesztiválhoz kapcsolódó Filmvásárt, amely jelentőségét tekintve a világ legnagyobb ilyen jellegű rendezvénye. Nem tartoznak szorosan a cannes-i fesztiválhoz, mivel külső szervezetek által létrehozott, független, párhuzamos rendezvényekről van szó, azonban az időbeni egybeesés miatt, tágabb értelemben mégis a fesztivállal együtt emlegetik a Kritikusok Hete és a Filmkészítők Kéthete szekciókat.
Noha a kezdetektől turisztikai látványosság és mondén találkozók színhelye volt, a fesztivált arra hozták létre, hogy elismerésben részesítse a legjobb filmeket, a legjobb rendezőket, illetve a legjobb alakításokat. Az évek folyamán újabb és újabb díjak emelték Cannes presztízsét, elsősorban az Arany Pálma és a zsűri díja. A benevezett filmek mindig a világ élenjáró rendezőinek legújabb alkotásaiból adnak válogatást, az itt megszerzett díjak komoly szakmai reputációt jelentenek. Olyan neves rendezők köszönhetik első nemzetközi elismerésüket a filmfesztiválnak, mint François Truffaut, Jim Jarmusch vagy Steven Soderbergh.
A rendezvényre ellátogató filmkészítőknek és producereknek lehetőségük van forgalmazókat és televíziós csatornákat keresni kész filmjeikhez, illetve partnereket felkutatni filmterveik megvalósításához szerte a világban.
A fokozott médiaérdeklődés és a szponzorok révén befolyása egyre nő, eseményeit – elsősorban a megnyitót és a vörös szőnyegen, a „dicsőség huszonnégy lépcsőfokán” való felvonulást, valamint a díjkiosztó gálát – egyre többen követik figyelemmel. Hírneve ellenére gyakran éri kritika is a fesztivált, időről időre botrányoktól és vitáktól hangos.
Mottója:
A fesztivál egy politikamentes senkiföldje, egy mikrokozmosz, amivé abban az esetben válhatna a világ, ha az emberek közvetlen kapcsolatokra és egy közös nyelv használatára lennének képesek.

## Története

### Eredete és az első rendezvény
Egy Franciaországban rendezendő filmfesztivál ötlete 1938-ban, a világ legrégebbi filmszemléjén, a Velencei Nemzetközi Filmfesztiválon született meg, ahol a nemzetközi zsűrire egyre nagyobb nyomás nehezedett a náci Németország és a fasiszta Olaszország részéről, hogy olasz és német propagandafilmeket hozzanak ki győztesnek. Emiatt az amerikai, brit és francia zsűritagok kivonultak a rendezvényről; köztük Philippe Erlanger történész, diplomata, a francia kultúrát külföldön népszerűsítő AFAA (Association française d'action artistique) igazgatója. Velencéből hazatartva gondolt először arra, hogy egy új – „kényszer és kompromisszumok nélküli” – nemzetközi filmes seregszemlét kellene szervezni. Ötletét felkarolta Jean Zay, akkori francia közoktatási és szépművészetügyi miniszter.
A kezdetekben Cannes-i Mozgókép-kiállítás (Exposition Cinématographique Cannoise) néven jegyzett ellenrendezvény helyszínének kiválasztásakor hosszas hezitálás után Cannes mellett döntöttek, mivel a város felajánlotta, hogy a fesztivál rendelkezésére bocsátja az éppen felépülő kaszinót, amelynek 1200 főt befogadó nagytermét szánták a vetítésekre. Az első fesztivált, amelynek főmegbízottja Philippe Erlanger lett és amelynek zsűrielnöki tisztére a film feltalálóját, Louis Lumière-t kérték fel, 1939. szeptember 1. és szeptember 20. között tervezték megrendezni. Annak érdekében, hogy ne feszítsék túl a húrt a németekkel és az olaszokkal, a szervezők elsősorban az új rendezvénynek a Mostrától való abszolút különbözőségét, illetve eredetiségét emelték ki; ez abban állt, hogy minden nevező ország maga választhatta ki a versenyfilmeket, képviseltethette magát a zsűriben, s egy filmje megkaphatta a Nagydíjat, amelynek odaítélése részrehajlás nélkül, objektívan, tisztán művészi szempontok érvényesítésével történik. Az előzetes egyeztetések után végül nyolc állam nevezett filmet a fesztiválra (Belgium, Csehszlovákia, Franciaország, Hollandia, Nagy-Britannia, Svédország, Szovjetunió és USA), számos ország – köztük hazánk – elhárította a részvételt, arra hivatkozva, hogy kevés filmet gyártanak, illetve, hogy hivatalos szakmai szervezet híján nem indulhatnak nemzetközi versenyeken. Mivel a megnyitó napján tört ki a második világháború, a szervezők előbb arra gondoltak, hogy a hivatalos megnyitót elnapolják szeptember 10-ére, majd, „ha a helyzet nem súlyosbodik”, 1940 februárjára. A halasztás végül a háború utánig tartott.
A II. világháború után Charles de Gaulle kormánya, az Oktatási Minisztérium, a Külügyminisztérium, valamint a Nemzeti Filmközpont (Centre National de la Cinématographie) közös védnöksége alatt újra elővette a rendezvény tervét, s azt 1946 őszén, Cannes-i Nemzetközi Filmfesztivál néven, meg is valósították. Az akkor benevezett filmek rendezői között található Jean Cocteau, Alfred Hitchcock, Roberto Rossellini, Billy Wilder, valamint a magyar származású Charles Vidor.
A háború utáni Olaszország már nem volt ellenséges állam, nem lehetett szó ellenrendezvényről, ezért a két fesztivál vezetői 1946 augusztusában megegyeztek, hogy kétévente rendeznek nemzetközi fesztivált, a köztes években pedig nemzeti jellegű filmfesztivált. Mivel a következő évben a velenceit tervezték nemzetközinek, 1947-ben a cannes-i rendezvényt átkeresztelték cannes-i filmfesztiválra. Az egyezséget azonban nem hozták nyilvánosságra, ami zavart okozott a nemzetközi filmes szakmai körökben, hiszen az előző évi rendezvény sikereinek folytatását várták. Erőltetett munkával, még abban az évben új fesztiválpalotát építettek. Mivel az építők kissé megcsúsztak, csak ideiglenesen tették fel a tetőszerkezetet, amit a fesztivál végén egy nagy vihar megrongált. A zárórendezvényt kénytelenek voltak visszavinni a kicsinynek bizonyult kaszinóba. A már befejezett, Croisette-palotának elkeresztelt új építmény végül 33 évig szolgálta az eseményt.
Az 1948. és 1950. évi fesztiválokat pénzügyi problémák miatt nem tartották meg; 1949-ben ismét nemzeti jellegű rendezvényt tartottak. A további súrlódások elkerülése végett 1951-től az állandó szeptemberi időpontot áprilisra módosították és ettől fogva mind a velencei, mind a cannes-i fesztivál nemzetközivé lett. A zsűri összetétele többször is vitát váltott ki, mivel – a nemzeti fesztivál maradványaként – a 11 zsűritag 1953-ig kizárólag francia volt, aminek következtében kérdésessé vált a pártatlanság. Ekkor a szervezők úgy döntöttek, hogy a zsűrit ismét nemzetközivé teszik.
A professzionális filmkészítőknek lehetőségük nyílt Cannes-ban találkozókat szervezni, megalapozhatták jövendő projektjeiket, és üzleteket köthettek az egyre gyarapodó számú részt vevő országok filmpartnereivel. 1955-ben a fesztivál rendezői létrehozták az Arany Pálma díjat, amelyet a fesztiválra nevezett legjobb filmnek szántak, felváltva az addigi Nemzetközi Filmfesztivál Nagydíját. Noha továbbra is a híres arany pálmaágat osztották ki, 1964 és 1974 között visszatértek a Nagydíj elnevezéshez; azóta viszont ismét az Arany Pálma a legmagasabb elismerés.

### Új törekvések
1959-ben megnyitotta kapuit az első Filmvásár. A szervezők megértették, hogy a hetedik művészeti ág egyben ipar is, és nem elég csak művészeti vitákat folytatni a bemutatott filmekről, de azokat el is kell adni, azaz a filmgyártás szereplőit össze kell hozni a filmforgalmazókkal. A kezdeményezés nagy fordulatot jelentett a filmfesztiválok versengésében, és máig tartó előnyhöz juttatta a cannes-i filmseregszemlét, mivel a nemzetközi filmkereskedelem első számú helyévé vált.
1962-ben indították a Kritikusok Hete szekciót. A hivatalos válogatással párhuzamosan tartott, hét nagyjátékfilmet és hét rövidfilmet versenyeztető rendezvény célja, hogy „megbecsülésben részesítse a világ filmeseinek első és második alkotásait”. Ezen tűnt fel először többek között Bernardo Bertolucci, Ken Loach, Vóng Ká-vaj (王家衛, Wong Kar-wai) és François Ozon. Két évvel később a fesztivál azzal fejezte ki tiszteletét az 1963-ban elhunyt Jean Cocteau-nak, hogy kinevezte a fesztivál örökös elnökének. 1965-ben újabb gesztusnak lehettünk tanúi: a fesztivál zsűrielnökének először választottak nőt, Olivia de Havilland amerikai színésznő személyében.
Minden fejlődés ellenére az 1968-as rendezvényt május 19-én félbeszakították. Egyetemisták özönlötték el több ízben a termeket és akadályozták meg a hivatalos vetítések megtartását. Csatlakozva a diákság megmozdulásaihoz, François Truffaut, Jean-Luc Godard, Claude Lelouch, Richard Berry, Roman Polański, Louis Malle és Jean-Pierre Léaud május 18-án megszállták a fesztiválpalota nagytermét, ahol átvették az addigra már állandósult viták irányítását. Elsősorban az háborította fel őket, hogy André Malraux kulturális miniszter el kívánta mozdítani Henri Langlois-t az általa alapított francia filmarchívum éléről. Felhívva a figyelmet a filmgyártás radikális demokratizálódásának szükségességére, a filmalkotók a fesztivál berekesztését követelték. Roman Polański, Louis Malle és Monica Vitti lemondott zsűritagságáról, Alain Resnais, Carlos Saura és Miloš Forman pedig visszavonta filmjét a versenyből. A szervezők végül a fesztivál bezárása mellett döntöttek.

### Nagymérvű változások

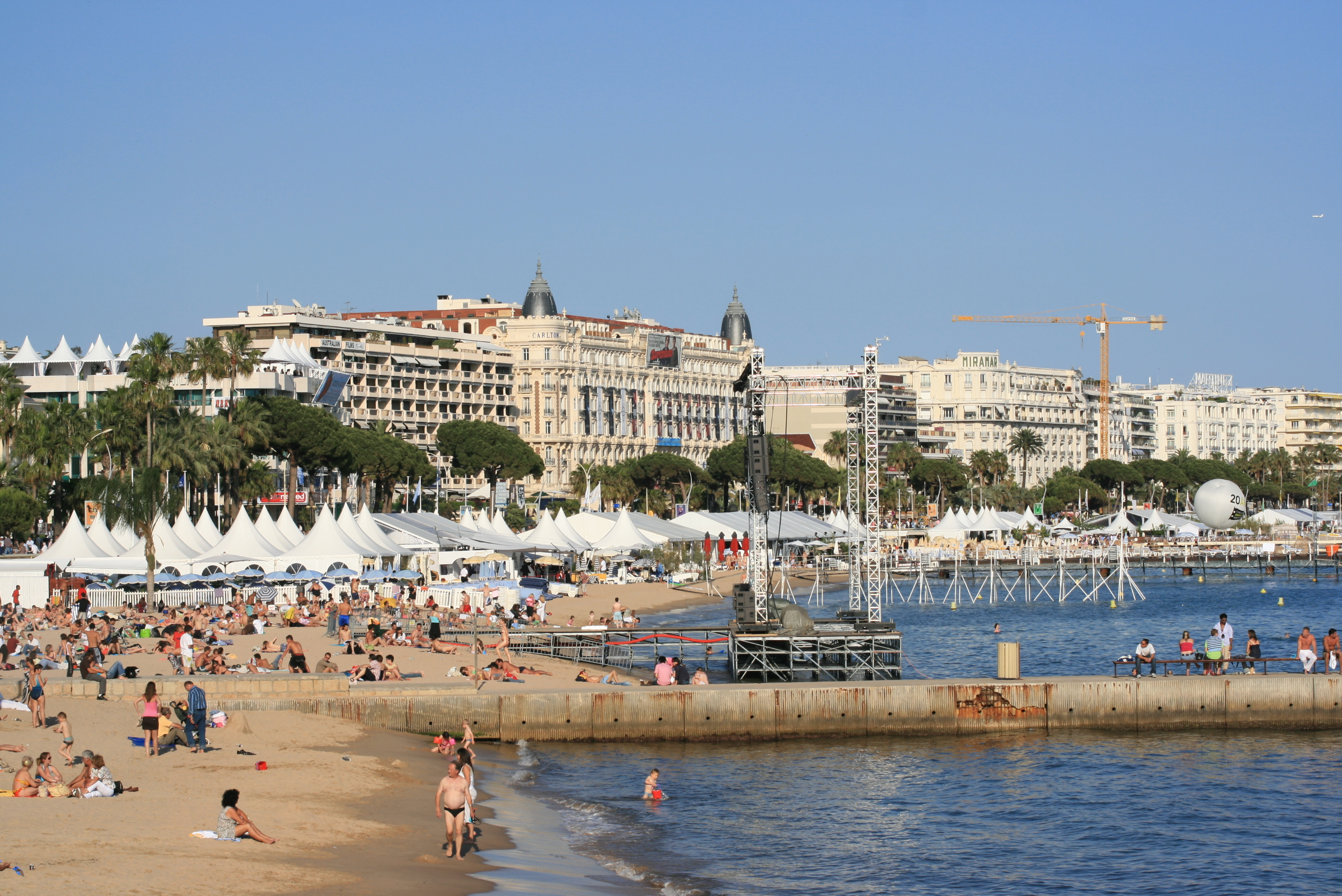
A Croisette a fesztivál idején

Az 1968. évi események hatására 1969-ben létrehozták a Rendezők Kéthete szekciót, abból a célból, hogy bemutassa azokat a külföldi filmeket, amelyeknek rendezője még kevésbé ismert, és amelyek nem kerültek be a hivatalos válogatásba. A rendezvény jelmondata Pierre Kast rendező-filmesztéta kijelentése lett: „Minden film szabadnak és egyenlőnek születik”. Mivel nem volt idő a hosszas válogatásra, az első alkalommal végül 62 nagyjátékfilmet és 26 rövidfilmet mutattak be, bárki számára ingyenesen.
1972-ben a fesztivál új igazgatót és főmegbízottat kapott, ami újabb változásokhoz vezetett: míg azelőtt az egyes államok határozták meg, mely filmeket indítják a fesztiválon (ami politikai imázs formálására volt alkalmas), ekkor két válogató bizottságot hoztak létre: egyet a francia és egyet a külföldi filmek részére, amelyek közvetlenül válogatták be a filmeket. A változás átstrukturálta mind a versenyfilmek, mind a versenyen kívüliek mezőnyét, ezért 1972-ben olyan nagy rendezők maradtak távol, mint Ingmar Bergman, Bernardo Bertolucci, vagy Francis Ford Coppola.
1978-ban alapították és egy független zsűri első alkalommal ítélte oda az Arany Kamera díjat a hivatalos válogatás (versenyprogram, Un certain regard), valamint a párhuzamos rendezvények (Filmkészítők Kéthete, Kritikusok Hete) szekcióiban bemutatott legjobb elsőfilmnek. Ugyanekkor hoztak létre egy szekciót a hivatalos válogatáson belül Un certain regard elnevezéssel, a filmek forgalmazásának elősegítésére. Az új főbiztosnak sikerült csökkentenie a fesztivál idejét két nappal, ami a beválogatott filmek számát is csökkentette. 1983 elején az utolsó pillanatban került olyan állapotba az új fesztiválpalota, hogy be lehessen költözni. A kezdetben rengeteg technikai problémával küszködő, de jóval nagyobb befogadóképességű, komfortosabb, a médiát is jobban kiszolgáló építményt a közönség nehezen szerette meg: hidegnek, tömörnek, katonai jellegűnek tartotta, s egyszerűen „bunkernek” csúfolta.

### Közelmúlt
1998-ban hozták létre a Cinéfondation alapítványt és a hivatalos válogatáson belül az azonos elnevezésű szekciót, hogy nemzetközi szinten támogassák a filmes alkotói munkát és segítsék a kezdő fiatalokat neves filmkészítőkkel való találkozásban. Minden évben több, fikciós rövidfilmet készítő fiatal látogathat el a fesztiválvárosba és mutathatja be alkotását. A Cinéfondation párizsi lakhatást biztosít egy tucatnyi külföldi fiatal részére a négy hónapos tanfolyam alatt, segít egy nagyjátékfilm forgatókönyvének megírásában, havonta 800 euró költőpénzt ad, és ingyenes belépőt több párizsi filmszínházba. 2005-ben a Cinéfondation keretében alapítottak egy Műhelyt, mely összehozza a fiatalokat neves filmesekkel, továbbá segít filmjeik elkészítésében és forgalmazásában.

## A fesztivál megszervezése

### A cannes-i fesztivál szekciói
A cannes-i fesztivál két nagy egységből áll, amelyeken belül több szekció található:
- Hivatalos válogatás
  - Nagyjátékfilmek versenye – a versenyszekció mezőnyében évente mintegy 20 film mérettetik meg a fesztivál jelképévé vált fődíjért, az Arany Pálmáért.
  - Un certain regard – 1978 óta a hivatalos válogatás versenyen kívüli szekciója, melyen mintegy 20 nagyjátékfilm vesz részt, a díj mellett a nyertes film támogatást kap a franciaországi forgalmazáshoz.
  - Nagyjátékfilmek versenyen kívül – más fesztiválokon vagy nemzetközi megmérettetésben részt vett nagy sikerű alkotások bemutatására.
  - Jeune Cinéma (2021 előtt Cinéfondation) – 1998 óta mutat be filmfőiskolások és egyetemisták által készített kisfilmeket.
  - Rövidfilmek versenye – a rövidfilmek Arany Pálmájáért 10-15 kisfilm verseng évről évre.
- A Fesztivál által alapított külön szekciók
  - Örök Mozi (Cinéma de toujours) – 1992 óta emlékeznek meg ebben a szekcióban régi kiváló alkotókról és a filmművészet nagy pillanatairól.
  - Cannes-i Klasszikusok (Cannes Classics) – 2004 óta karolja fel a világ filmes örökségét, azzal, hogy restaurált, felújított kópiákat mutat be.

A fentieken felül, a cannes-i fesztivál ideje alatt zajlanak a fesztivál szervezőitől független, külső szervezetek által alapított párhuzamos szekciók eseményei is:
- Kritikusok Hete – 1962 óta ad lehetőséget fiatal tehetségek, első- és másodfilmes rendezők bemutatkozására.
- Filmkészítők Kéthete (2022-ig Rendezők Kéthete) – 1969-ben alternatív rendezvényként indult szekció azon „független, szabad filmek” részére, amelyeknek alkotói még kevésbé ismertek, és amelyek nem kerültek be a hivatalos válogatásba.

### A fesztivál díjai
Amíg az 1946-os fesztiválon egyetlen díjat adtak át több filmnek is Nagydíj néven, 1947-ben kategóriánként ismerték el az alkotásokat: volt közöttük lélektani és szerelmi történet, kaland- és bűnügyi film, szociofilm, zenés vígjáték és rajzfilm. Az 1950-es évek elején, különösen Jean Cocteau elnöksége alatt, egyes díjak fantázianevet kaptak, például: fényképezés és plasztikus megjelenítés díja (1952), legvidámabb film nemzetközi díja vagy képben elmesélt film nemzetközi díja (1953).
Az Arany Pálma megjelenésével a díjak elnevezése egységesebb lett. Esetenként azonban továbbra is alkotnak díjakat, olyan filmek részére, melyek nem kaptak hivatalos díjat, viszont a zsűri úgy ítéli meg, hogy megérdemlik az elismerést. Így került átadásra a forradalmi hősköltemény legjobb felidézésének díja (1963), vagy az alkotói filmkészítés nagydíja, melyet 1983-ban adtak át megosztva Robert Bresson és Andrej Tarkovszkij részére.
A díjak egy része alkalmi jellegű. Így például, azért, hogy Luchino Visconti Halál Velencében című műve ne hagyja el díj nélkül Cannes-t, kiosztották számára a Nemzetközi Filmfesztivál 25. születésnapjának díját. A rendező meg is jegyezte, hogy „ilyen legalább senki másnak nem lesz!”. Megjegyzendő, hogy miután 1991-ben a zsűri 3 jelentős díjjal is jutalmazta a Hollywoodi lidércnyomás című filmet, módosították az alapszabályt: a későbbiekben egy fontosabb díj mellé csupán előadói díjat lehetett kiosztani.
Az 1955-ös fesztivál óta a legnagyobb presztízzsel bíró díj az Arany Pálma, melyet a legjobb filmnek ítélnek oda. A második legértékesebb díj a Nagydíj, melyet a Zsűri díja követ.
A fesztivál főbb díjai
- Nagyjátékfilmek versenye

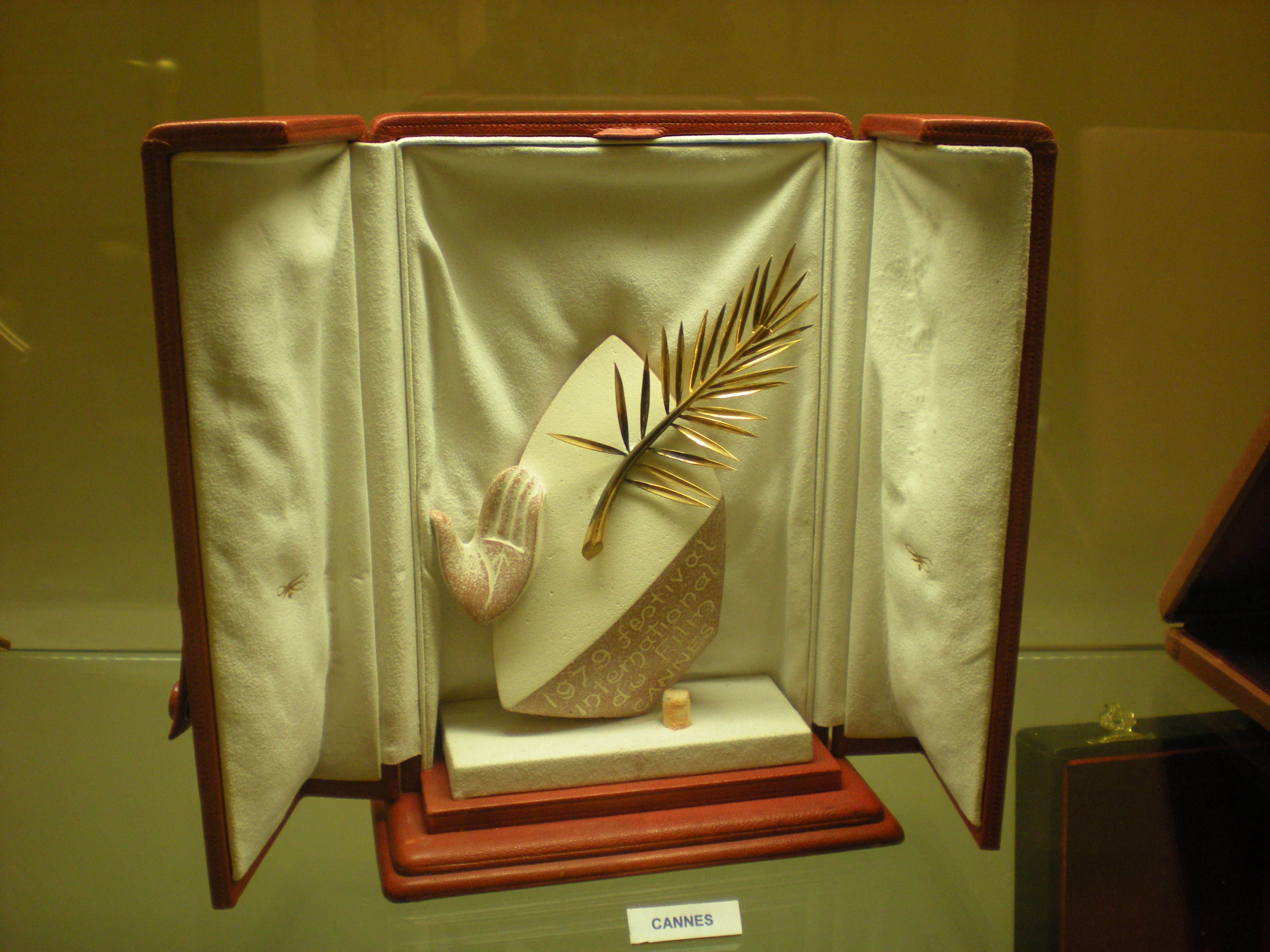
Arany Pálma, a fesztivál fődíja

  - Arany Pálma (Palme d’Or) – 1955 óta ítélik oda a legjobb nagyjátékfilmnek
  - Nagydíj (Grand prix) – a legeredetibb, vagy kísérletező szellemű film részére (gyakran a Zsűri nagydíjaként említik)
  - Zsűri díja (Prix du Jury) – egy különösen nagyra értékelt filmnek
  - Legjobb rendezés díja (Prix de la mise en scène) – a legjobb filmrendezőnek
  - Legjobb forgatókönyv díja (Prix du scénario) – a legjobb forgatókönyvírónak
  - Legjobb női alakítás díja (Prix d'interprétation féminine) – a legjobb színésznőnek
  - Legjobb férfi alakítás díja (Prix d'interprétation masculine) – a legjobb színésznek
- Rövidfilmek versenye
  - Arany Pálma (rövidfilm) (Palme d'or du court-métrage) – a legjobb kisfilmnek
  - Zsűri díja (rövidfilm) (Prix du jury du court-métrage)
- Un certain regard (változó számban és elnevezéssel)
  - Un certain regard-díj (Prix Un Certain Regard)
  - Un certain regard zsűri különdíja (Prix spécial du Jury Un certain regard)
  - Un certain regard zsűri kedveltje (Coup de cœur du Jury Un certain regard)
- Cinéfondation
  - A Cinéfondation első díja
  - A Cinéfondation második díja
  - A Cinéfondation harmadik díja
- Hivatalos válogatás (nagyjátékfilmek versenye és Un certain regard)
  - Technikai-művészi CST-díj (Prix CST de l’artiste technicien) – 1951 óta ítélik oda – kezdetben technikai nagydíj, majd technikai-művészi Vulcain-díj néven – egy film elkészítésében kiemelkedő teljesítményt nyújtott „filmtechnikai művésznek”
  - FIPRESCI-díj (Prix Fipresci) – a Filmkritikusok Nemzetközi Szövetsége ítéli oda egy merész, eredeti vagy személyes jellegű filmnek
- Hivatalos válogatás és párhuzamos szekciók
  - Arany Kamera (Caméra d'Or) – 1978 óta ítélik oda az összes szekció valamelyikében bemutatott legjobb elsőfilmnek
- A fesztivál vezetősége által odaítélt életműdíj
  - Tiszteletbeli Pálma (Palme d’or d'honneur) – annak a neves filmrendezőnek, aki alkotásai révén méltán megkaphatta volna, mégsem nyerte el soha az Arany Pálmát.

### A fesztivál zsűrijei
- 1965 – Dósai István, a Hungarofilm igazgatóhelyettese (rövidfilm)
- 1967 – Jancsó Miklós, filmrendező (nagyjátékfilm)
- 1971 – Gaál István, filmrendező (nagyjátékfilm)
- 1972 – Dósai István, a Hungarofilm igazgatója (rövidfilm)
- 1976 – Kovács András, filmrendező (nagyjátékfilm)
- 1979 – Kézdi-Kovács Zsolt, filmrendező (nagyjátékfilm)
- 1984 – Dósai István, a Hungarofilm vezérigazgatója (nagyjátékfilm)
- 1986 – Szabó István, filmrendező (nagyjátékfilm)
- 1993 – Somogyi Lia, szakíró (Arany Kamera)
- 1995 – Gaál István, filmrendező (Arany Kamera)
- 2011 – Vezér Éva, a Magyar Filmunió igazgatója (Arany Kamera)
- 2016 – Nemes Jeles László filmrendező, forgatókönyvíró (nagyjátékfilm)
- 2023 – Enyedi Ildikó filmrendező, forgatókönyvíró (rövidfilm, zsűrielnök)

A fesztivál hivatalos válogatásában négy zsűri értékeli az alkotásokat:
- Nagyjátékfilmek zsűrije
- Rövidfilmek és Jeune Cinéma zsűrije
- Un certain regard zsűrije
- Arany Kamera zsűrije

A zsűrik elnökeit és nemzetközi tagjait a fesztivál igazgatótanácsa kéri fel. A nagyjátékfilmek zsűrije egy elnökből és nyolc tagból áll (művészek, filmrendezők, színészek, írók, értelmiségiek…). Döntéseiket titkos szavazással hozzák meg.
Az eredeti tervek szerint a több filmet delegáló országok egyben zsűritagot is delegáltak volna, azonban ez az elv végül csak 1946-ban érvényesült. Mivel a Velencei Mostra szervezőivel az egyezség úgy szólt, hogy a cannes-i rendezvény minden második évben nemzeti jellegű lesz, az 1947-es, 1949-es rendezvényeken tiszta francia zsűrit állítottak fel és ezt a „hagyományt” őrizték az 1951-es és 1952-es – immár nemzetközi jellegű – fesztiválokon is, ami heves vitákat váltott ki. 1953-tól aztán végleg nemzetközivé vált a zsűri. A zsűrielnökök vezetése alatt 1974-ig két csoport dolgozott: a nagyjátékfilmeké és a rövidfilmeké. 1974-től nem tettek különbséget a két csoport tagjai között, a döntéseket közösen hozták. 1983-tól létrehozták az Arany Kamera zsűrijét (1987-től független zsűrielnök vezetése alatt), majd 1998-tól az Un certain regard szekció és a Cinéfondation zsűrijét. 2002-től ez utóbbi látja el a rövidfilmek zsűrizését is.
Az 1939-es, meghiúsult fesztivál elnökségét maga Louis Lumière, a film feltalálója vállalta el. Az 1950-es években főként írókat, később inkább neves filmrendezőket és színészeket kértek fel elnöknek.

### A filmek kiválasztása
Kezdetben a filmeket maguk a küldő államok, illetve azok filmfőigazgatóságai választották ki, s igyekeztek diplomáciai úton is befolyásolni a szervezőket és a zsűrit. Ilyen szempontból a fesztivál csak 1972-ben vált függetlenné.
Napjainkban két válogató bizottság dönti el, mely filmek kerüljenek be a hivatalos válogatásba és azon belül mely szekcióban mutassák be:
- Külföldi filmeket válogató bizottság – vezetője a fesztivál művészeti igazgatója, tagjai: egy újságíró, egy filmrendező, egy filmkedvelő, és Laurent Jacob.[21]
- Francia filmeket válogató bizottság – összetétele változó, tagjainak kiléte nem nyilvános; a bizottság minimum három filmet választ ki.

E bizottságok naponta hat filmet tekintenek meg; sőt a dokumentumfilmek, az animációs filmek és a zsánerfilmek versenyre engedésével a bizottságnak 2005-ben közel 4000, 2008-ban 4025 alkotást kellett megnéznie.
Ahhoz, hogy egy film beválogatásra kerülhessen,
- a fesztivált megelőző 18 hónapon belül kell készülnie,
- forgatását a fesztivál előtt legalább 12 hónappal be kell fejezni, s csak az utómunkálatai folyhatnak,
- előzetesen kizárólag a produkcióban részt vevő országokban mutatható be (de nem forgalmazható),
- nem vetíthetik más nemzetközi fesztiválon, vagy filmes eseményen,
- nem tehető közzé az interneten, és
- hossza nem haladhatja meg
  - nagyjátékfilm esetében a 90 percet,
  - kisfilmek esetében a 15 percet.[20]

Beválogatottnak lenni a híres cannes-i versenybe kiváltságot és óriási esélyt jelent mind a filmkészítőknek, mind pedig a producereknek, akik gyakran úgy neveznek a versenybe, hogy a film még kész sincs. A válogató bizottsághoz beérkező alkotások hosszú várólistára kerülnek. A nagyközönség és a filmkedvelők általában a bejelentés előtt egy hónappal ismerik meg a végleges válogatást, bár egyes filmek valójában késve kerülnek kiválasztásra, míg mások félhivatalosan már hónapok óta arra várnak, hogy kizárólag a fesztiválon mutatkozzanak be. Gilles Jacob, az 1978-ban kinevezett főmegbízott bevezette a „meglepetés film” intézményét: abban az évben Andrzej Wajda Lengyelországban betiltott A márványember című alkotását mutatták be. A tekercseket olyan dobozokban csempészték ki az országból, amelyeken hamis cím szerepelt. A film folytatása, A vasember is csak akkor lett benevezve, amikor a verseny már elkezdődött. Később Gilles Jacob egy interjúban bevallotta, hogy „ez az egyedüli alaki hiba, amikor más jelöltek tiltakozhattak volna”.

### A fesztivál vezetése
- 1972–1984 – Robert Favre Le Bret
- 1984–2001 – Pierre Viot
- 2001–2014 – Gilles Jacob
- 2014–2022 – Pierre Lescure
- 2022–(2028) – Iris Knobloch

A cannes-i fesztivál szervezőgárdájának állandó létszáma mintegy 30 fő, ami azonban a fesztivál közeledtével fokozatosan duzzad fel közel 850 főre, a Filmvásárral pedig további 300 főre. A fesztivál vezetősége 2000-ig mindössze két főből állt: az elnökből és a főmegbízottból, aki egyben ellátta a főigazgatói és a művészeti igazgatói feladatokat is. A fesztivál fejlődésével azonban a beosztások száma is növekedett; az összevont feladatkörök egy részét leválasztották, s a vezetésbe további két személyt vontak be. Ugyancsak ekkor hoztak létre egy pénzügyi ellenőri munkakört is. 2007-ben újabb változások történtek, így a fesztivál vezetésében jelenleg az alábbi főbb beosztások vannak:
- Elnök – a fesztivál első számú vezetője; irányítja a fesztivál érdekében tevékenykedő szervezeteket és személyeket, s ő fogadja a filmes hírességeket a vörös szőnyegen. 2022 óta nő tölti be a tisztséget.[24]
- Főmegbízott – a fesztivál második számú vezetője, ő osztja el a feladatokat és végzi azok végrehajtásának ellenőrzését, továbbá művészettörténeti és filmtechnikai képzettsége folytán ő látja el a művészeti igazgatói feladatokat, végzi a filmek végleges kiválasztását.
- Filmfőosztály igazgatója – egyben a főmegbízott helyettese
- Un certain regard szekció igazgatója és a kiállítások felelőse
- Pénzügyi ellenőr
- Kommunikációs igazgató
- Technikai szolgálatok igazgatója

### A fesztivál protokollja
Tizenkét napos időtartama alatt a fesztivál teljesen felforgatja Cannes városát. A Croisette-et közel 4500 újságíró özönli el. Május első két hetében a tömeg folyamatosan nő, ezért az esemény lebonyolítására külön protokollt kellett kidolgozni. Nagyon sok helybéli emlegeti nosztalgiával a régi fesztiválokat; Marina Vlady színésznőhöz hasonlóan, aki a 60. évfordulós dokumentumfilmben idézte azokat az időket, amikor a filmcsillagok még azért mentek Cannes-ba, hogy a Croisette-en sétáljanak, beszélgessenek a járókelőkkel, s megmártózzanak a népszerűségben, a közönség szeretetében. Ma már többnyire páncélozott autóba és testőrök mögé rejtőznek… A színésznő szerint a cannes-i fesztivál már teljesen elszakadt a tömegektől.
A fesztivál ideje alatt minden este két versenyfilmet vetítenek a 2246 fős Louis Lumière nagyteremben. Az írott sajtó képviselőit előző nap vagy aznap délelőtt hívják meg a film megtekintésére, a hivatalos vendégek és a média részére szóló vetítésre. Az esti, hivatalos vetítéseken foglalnak helyet a film alkotói és szereplői, miután zene kíséretében, kíváncsi nézősereg tekintetétől követve és a fotósok vakuinak kereszttüzében végigvonulnak a vörös szőnyegen és felmennek a lépcsőn. A meghívott vendégek és előkelőségek, valamint a nagy befolyással rendelkező szervezetek képviselői követik őket; ugyanakkor mindig akad néhány meghívóval nem rendelkező filmkedvelő, aki a lépcső alján arra vár, hátha szerencséje lesz és kap egyet a nagyon ritkán kiosztásra kerülő meghívóból.
A sajtóvetítéseken is meghatározott protokoll van érvényben. Az újságírók, fotósok és szerkesztők ezreinek akkreditálása öt, szigorúan betartatott, szint szerint történik, amelyek meghatározzák a vetítőtermekbe való bejutás rendjét is. Az akkreditálás szintjét a sajtószolgálat határozza meg, amely figyelembe veszi a sajtótermék példányszámát, megjelenése gyakoriságát, az általa lefedett terület nagyságát, valamint a kért akkreditálások számát.
A hivatalos program vetítésein való megjelenésnek szigorú öltözködési előírásai vannak. A férfiak rendszerint szmokingot viselnek, a hölgyek nagyestélyit, melyek igen gyakran a nagy divatcégek műhelyeiből kerülnek ki. Ugyanakkor kirívó esetek is akadnak: Pablo Picasso például – külön engedéllyel – birkabőr zakóban vonult fel az 1953-as cannes-i filmfesztiválon.
2000 óta a fesztiválon megjelent a kevésbé előkelő öltözködés is, mivel a nagyközönségnek is szerveznek versenyen kívüli, ingyenes vetítéseket, melyekre bárki bemehet.

### Egyéb rendezvények
Mesterkurzusok
A cannes-i fesztivál 1991-ben indította be Filmlecke (La leçon de cinéma) elnevezésű rendezvénysorozatát. A filmes előadást minden évben egy-egy neves filmkészítő tartja. Az előadók egyéni stílusuknak megfelelően avatják be a hallgatóságot titkaikba; beszélnek filmművészeti és esztétikai kérdésekről, művészi pályafutásukról, útkereséseikről, és pályájuk felemelő pillanatairól. Személyes élményeiket átadva a közönség közvetlenül nyerhet bepillantást alkotói munkájukba, a forgatások és az utómunkálatok kulisszatitkaiba. Az előadások elsődleges célja a film megértetése és megszerettetése, s egyben nagyon konkrét ismeretek nyújtása a filmrendezői szakmáról. A neves előadók között található Nanni Moretti, Oliver Stone, Stephen Frears, Miloš Forman, Wim Wenders, Nyikita Mihalkov, Vóng Ká-vaj (Wong Kar-wai), Sydney Pollack, Martin Scorsese, vagy Quentin Tarantino… Követve a rendezői leckéket, könnyebb megérteni azt a mámort, amit a vörös szőnyegen való végigvonulás jelent.
A filmleckék sikerén felbuzdulva kezdték meg 2003-ban a Zenei lecke (La leçon de musique) sorozatot, amelynek keretében neves filmzenét szerző művészek osztják meg – gyakran filmrendezőkkel közösen – gondolataikat és tapasztalataikat a közönséggel. Tartott már előadást Alexandre Desplat, Patrick Doyle, Nicola Piovani, Lalo Schifrin és Howard Shore.
2004-ben szervezték meg először a Színészleckét (La leçon d’acteur), a neves színészek által adott mesterkurzust, amelyen a hallgatók találkozhattak többek között Catherine Deneuve-vel, Max von Sydow-val és Gena Rowlands-szel.
A mesterkurzusok tartása igazi cannes-i újításnak számít, hiszen az érdeklődők azelőtt egyetlen nagy nemzetközi filmfesztiválon sem találkozhattak ilyennel – sem a Velencei Mostrán, sem pedig a Berlinálén. A nagyközönség, amely ritkán jut be egy hivatalos vetítésre, a leckék révén közvetlen kapcsolatba kerülhet a „tanárrá” előlépő művészekkel.
Tiszteletadások
1985 óta szerveznek a fesztiválon estélyt egy-egy nemzetközi hírnevű művésznek, hogy kifejezzék az iránta való tiszteletet. Az estély folyamán levetítik egy alkotásukat és átadják részükre a cannes-i fesztivál Trófeáját.
Egyéb programok
A különféle szekciók és a filmvásár vetítései mellett számos kísérőrendezvényt, szakmai fórumot tartanak, így kollokviumokat, koncerteket, előadásokat, kiállításokat, játékokat, jótékonysági gálákat, partikat stb. Ezek helyszíne a fesztiválpalota mellett húzódó különböző országok pavilonjai és sátrai, valamint a Croisette sétány szállodái. A rendezvények közül kiemelkedik a 2003 óta megszervezett Európa Napja, melynek keretében az Európai Unió tagállamainak kulturális és audiovizuális miniszterei gyűlnek össze az Európai Bizottság információs társadalom és média biztosának vezetésével, hogy az uniós audiovizuális politika aktuális kérdéseiről tárgyaljanak.

## A fesztivál jelentősége és hatása

### Filmvásár
1959 óta rendezik meg a fesztivál ideje alatt a Filmvásárt (Marché du Film) annak érdekében, hogy ne csak bemutassák az új filmeket, hanem hatékonyan segítsék eljuttatni azokat a nézőkhöz, azaz összehozzák a filmgyártás szereplőit a filmforgalmazókkal. Kiegészülve a Produceri Hálózattal és a Cinando.com internetes adatbázissal, a rendezvény mára a filmkészítők, producerek, befektetők és forgalmazók egyik legjelentősebb találkozóhelye lett, irányadó rendezvénnyé vált. 2008-ban már 97 ország 10 709 filmszakemberét fogadta; 4173 társaság ajánlott 5613 filmet, melyeknek közel fele szervezés vagy már gyártás alatt állt. 1628 vetítésen összesen 1004 filmet mutattak be, háromnegyedüket premier előtt.

### A szponzorok és a média

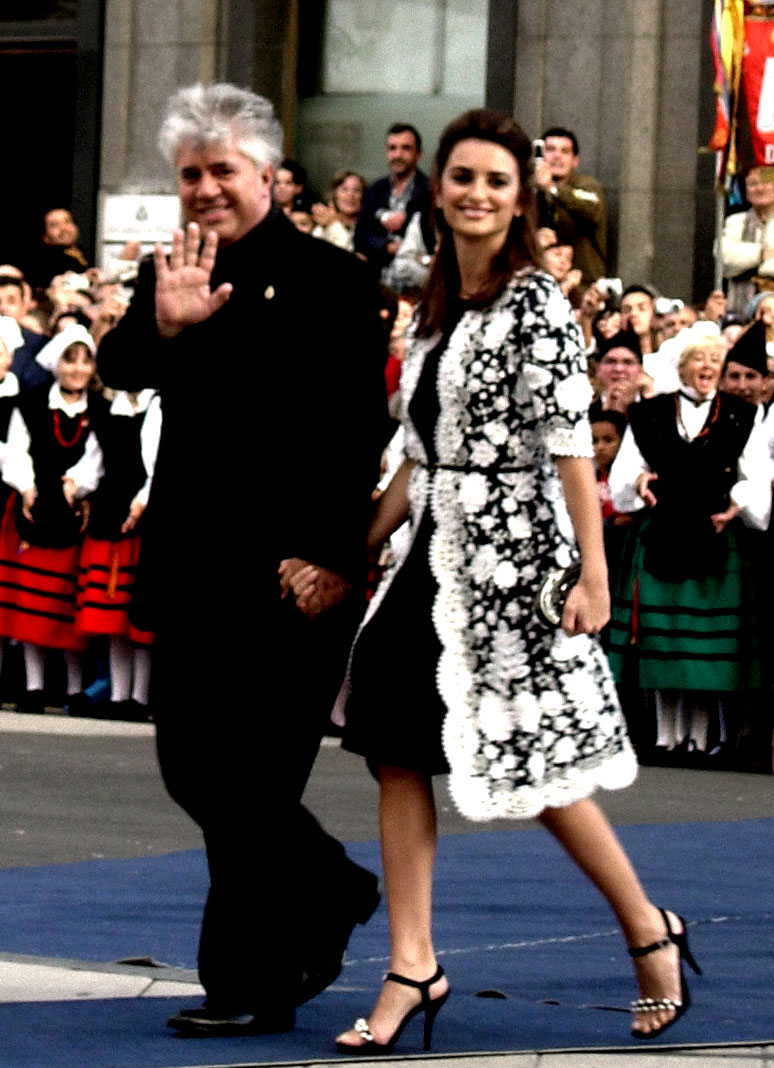
Penélope Cruz és Pedro Almodóvar 2006-ban

Az, hogy a cannes-i fesztivál a média által leginkább követett kulturális eseménnyé vált, elsősorban a közel háromszáz, helyszínről tudósító televíziónak köszönhető. A francia Canal+ csatorna például 2007-ben mintegy hat és félmillió eurót költött a fesztiválra. Az utóbbi években különösen sok színésznő képviselte a L'Oréal francia szépségipari óriást. Sokan bírálták például Penélope Cruzt, aki 2006-ban a Volver főszereplőjeként legjobb színésznő díjat kapott, mert a hivatalos védnöke a kozmetikai cég volt. A L'Oréal és a fesztivál szoros együttműködésének kezdete egyébként az 1990-es évek végére datálódik.
A sztárok szállítását a fesztiválpalotába a 25 éve partner Renault S.A vállalta fel, de újabban beszállt az Audi is. Természetesen jelen van az haute couture is, a legnagyobb sztárok részére egyedi alkalmi ruhákat készítenek. A cannes-i esemény ideje alatt számos napilap, hetilap és filmes szaklap van jelen a Croisette-en.
A fesztivált kritizáló filmkedvelők nehezményezik, hogy a díjakat is érinti a szponzoráció. Az Arany Pálmát készítő svájci Chopard cég – amely egyben a Chopard Trófea adományozója – filmprodukciókban érdekelt. De a különféle szekciók díjainak szponzorai között megtalálható a Mercedes-Benz, a Kodak, a Gras Savoye biztosítási ügynökség stb. A fesztivál mindent megtesz, hogy szponzorálják, de a jelenség fordítva is igaz: a különböző szponzorok és médiumok versengenek a reklámot jelentő jelenlétért.
Jól mutatja a fesztivál jelentőségét a 2008-as fesztiválon való médiajelenlét: 4268 újságíró, 1074 sajtótermék, 268 televíziós csatorna, 154 rádióállomás, 134 hírügynökség és 305 fényképész.

### A fesztivál hatása

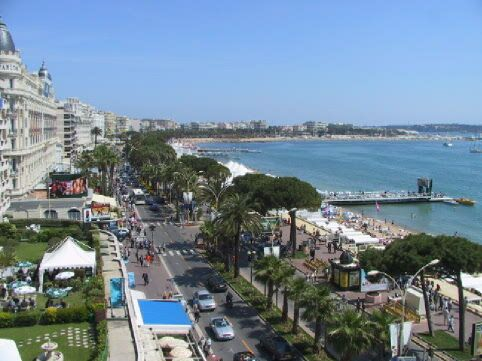
Cannes-i látkép (2001)

A cannes-i fesztivál az évek során a világ legjelentősebb filmes seregszemléi közé emelkedett. „A háború utáni első nagy nemzetközi kulturális rendezvény”-t működtető szervezetet a francia kulturális miniszter 1972-ben közhasznú társasággá minősítette. A European Cinema: An Introduction című művükben Jill Forbes és Sarah Street azt állítják, hogy Cannes „rendkívül fontossá vált a kritikusi és a kereskedelmi érdekek, valamint azon európai törekvések miatt, hogy a filmeket művészi minőségük alapján adják el.”
A fesztivál hírneve a filmek művészi kvalitásának, illetve eladhatóságának egyensúlyán alapszik. A filmes világ számos szereplője akar a vörös szőnyegen végigmenni, megmutatni magát az eseményen jelenlévő médiában. A sajtó időnként támadja ugyan a rendezvényt, de annak sikerült megőriznie arculatát, sőt a külföldi látogatók számának folyamatos emelkedésével befolyása évről évre nő.
Helyi kihatása sem elhanyagolható: a fesztivál két hete alatt Cannes lélekszáma 70 000-ről 210 000-re, azaz mintegy háromszorosára nő; a város kereskedelmi egységeinek, szállodáinak és éttermeinek forgalma kiugróan magas lesz. A rendezvény előtt a házakat teljesen renoválják, a köztereket díszítik. A fesztivál megnyitója előtti órákban a repülőtér és a vasútállomás környékén óriási a felfordulás.

### A legtöbbször elismert személyek

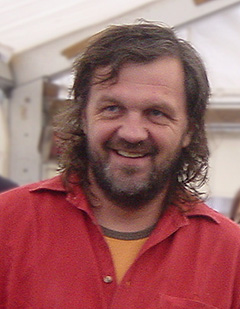
Emir Kusturica kétszer nyert Arany Pálmát

A Cannes-ban versenyző filmesek közül művészetük, stílusuk vagy az általuk alkalmazott műfaji elemek okán néhányan kitüntetett figyelemben részesültek, filmjeikkel több díjat is nyertek. A 60. fesztivál plakátján egyébként csokorba szedték a kedvenc rendezőket és színészeket: látható rajta Souleymane Cissé, Penélope Cruz, Vóng Ká-vaj (Wong Kar-wai), Juliette Binoche, Jane Campion, Gérard Depardieu, Bruce Willis, Samuel L. Jackson és Pedro Almodóvar.
Két Arany Pálmát, illetve nagydíjat vihetett haza Alf Sjöberg (Hets; Júlia kisasszony), Francis Ford Coppola (Magánbeszélgetés; Apokalipszis most), Imamura Sóhei (Narajama balladája; Az angolna), Emir Kusturica (A papa szolgálati útra ment; Underground), Bille August (Hódító Pelle; A legjobb szándékok), valamint a Luc és Jean-Pierre Dardenne testvérpáros (Rosetta, A gyermek). Megjegyzendő, hogy a két Arany Pálmán felül Emir Kusturica megkapta Cannes-ban a legjobb rendezés díját a (Cigányok ideje) és a Közoktatás díját is (Az élet egy csoda).
Kevés színész kapta meg kétszer a legjobb férfi alakítás díját: Marcello Mastroianni (Féltékenységi dráma; Fekete szemek), Dean Stockwell (Compulsion; Hosszú út az éjszakába) és Jack Lemmon (Kína-szindróma; Eltűntnek nyilvánítva).
Kétszer vehette át a legjobb női alakítás díját Isabelle Huppert (Violette Nozière; A zongoratanárnő), Helen Mirren (Cal; György király), Barbara Hershey (Félénk emberek; Elválasztott világ) és Vanessa Redgrave (Morgan: Orvosi eset; Isadora).
Egyes filmrendezők gyakrabban kerültek meghívásra az Arany Pálmáért folytatott versenybe, így Federico Fellini és Carlos Saura 11 filmmel, Ingmar Bergman és André Téchiné 10 filmmel, Wim Wenders, Luis Buñuel, Mihálisz Kakojánisz, Ettore Scola és Andrzej Wajda 9 filmmel, továbbá Jancsó Miklós és Claude Lelouch 7-7 filmmel.

### A fesztivált ért kritikák
A cannes-i fesztivált gyakran bírálja a sajtó, részrehajlással, „kedvencek” szerepeltetésével vádolva.
Egyes filmrendezők, akik egyébként bizonyították tehetségüket, sohasem nyertek Arany Pálmát. Kiemelkedik közülük Ingmar Bergman, aki az 50. évfordulón végül megkapta a Pálmák Pálmáját. Említhető még Woody Allen, Alfred Hitchcock, Stanley Kubrick, Claude Sautet, Steven Spielberg, Bertrand Tavernier, André Téchiné, François Truffaut. Jean-Luc Godard, a francia új hullám kiemelkedő alakja viszont csak 1980-ban kerülhetett be a hivatalos válogatásba, a Mentse, aki tudja (az életét) című filmjével.
Csak 1993-ban vehetett át nő első alkalommal Arany Pálmát, az új-zélandi Jane Campion személyében, Zongoralecke című alkotásáért.
A sajtó a cannes-i rendezvény központi pillére, amely arra vágyik, hogy világrengető mesterműveket lásson. Ha nem, azonnal támadásba lendül… Felhánytorgatják, hogy nagyon kis számban hívnak meg zsánerfilmeket: a hivatalos válogatásban kevés, vagy csak elvétve látható horrorfilm, kungfufilm stb. Az utóbbi évek néhány beválogatott zsánerfilmjének új stílusát látva pedig egy lap azt a kérdést tette fel: „Hova tart a cannes-i fesztivál?”  A szervezők válasza: „Oda, ahova a filmművészet”. Az egész estét betöltő rajzfilmek és dokumentumfilmek megjelenésével a fesztiválnak is követnie kellett a tendenciát.
Cannes mindenekelőtt művészi hitelességet biztosít a filmkészítőknek. A város sokak számára idealizált hely. Apichatpong Weerasethakul thaiföldi rendező például részben a cannes-i fesztiválnak köszönhetően lett elismert művész. Egy alkalommal elmondta Thierry Frémaux-nak, hogy „egy-egy beválogatástól az egész nemzeti filmgyártás két évig tartó lélegzetvételhez jut”.

#### A „kereskedelmi” fesztivál kritikája

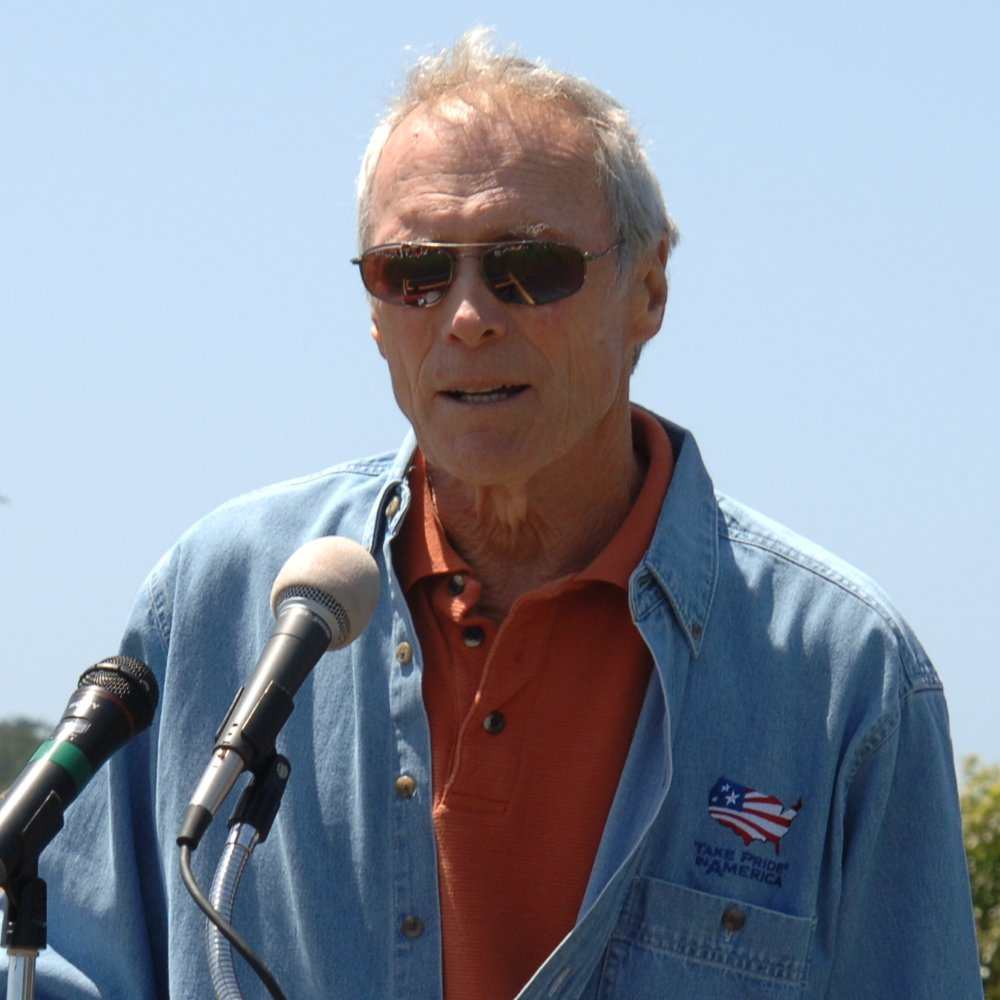
Clint Eastwood 2005 májusában

A 2000-es évek eleje óta egyesek olyan kritikát fogalmaznak meg a fesztivál szervezőivel szemben, hogy csak a már elismert, nemzetközi hírnevet szerzett alkotókat hívják meg. A sajtóban esetenként „divatjamúlt fesztiválról” írnak, és a nagy kereskedelmi márkákhoz hasonlítják, amelyek szükségessége vitatott, de kereskedelmi értéke mégis magas. Mások egyszerűen bombasikerek reklámozójának nevezik, mint például 2005-ben a Star Wars III. rész – A sithek bosszúja, vagy 2006-ban A Da Vinci-kód, amelyet a cannes-i vetítés után 20 000 filmszínházban mutattak be és egyetlen hétvégén 24 000 000 amerikai dollár bevételt hozott. Ez volt a filmtörténet második legnagyobb bevétellel indult filmje, holott a fesztivál nyitóelőadásának mintegy 2000 filmkritikusa és újságírója részéről nem éppen meleg fogadtatásban részesült.
Az Arany Pálmát nyert filmek nézőszámával kapcsolatban is csalódottságuknak adnak hangot az újságírók: Franciaországban például az 1987-et követő húsz évben mindössze öt fődíjat nyert alkotás érte el az egymilliós nézőszámot.
Mások szerint Cannes néhány éve a nagy alkotók fesztiváljává vált. A hivatalos válogatásban a filmes világ számos ünnepelt rendezője megtalálható, akik már régebben is részt vettek a versenyprogramban. David Lynch, Clint Eastwood vagy David Cronenberg már megszokott arcok a fesztiválon. Ugyanakkor megjegyzik, hogy 2007-ben a 22 versenyfilmből tizenháromnak az alkotói még sohasem voltak Cannes-ban.
Miközben a szervezők szemére vetik, hogy csak befutott sztárokat hívnak meg a versenybe, a fiatal ismeretlenek elismerését füttykoncert kíséri. Így járt például 1999-ben a legjobb férfi alakításért díjazott Emmanuel Schotté, és a legjobb színésznői díjat átvevő Séverine Caneele és Émilie Dequenne. Egyesek meg is jegyezték az újságíróknak, hogy „strasszokat és flittereket akarunk látni”.
A Le Monde diplomatique francia folyóirat írta 2007. májusi számában, hogy egyes rendezők csak azért forgatnak filmeket, hogy beválogatásra kerüljenek a cannes-i versenybe és ezzel igazolják munkájukat saját hazájukban, ahol alkotásuk nem könyvelhet el igazi sikert.
A fesztivál szervezőit azzal a váddal is illetik, hogy elfelejtették: azelőtt a film inkább népszerű művészet volt, mint ipar.

## Botrányok és kínos esetek
A fesztivál gyakran állt újságírókat, neves személyiségeket vagy a politika világát érintő botrányok és viták középpontjában. Más filmfesztiválok, mint például a Velencei Mostra vagy a Berlinálé – úgy tűnik – kevésbe voltak kitéve e jelenségnek, vélhetően azért, mert kevésbé mediatizáltak. Amíg egyes filmesek szándékosan kerülik a fényképészeket, mások arra törekszenek, hogy az események, sőt botrányok középpontjába kerüljenek, és kihasználják a rendezvény fokozott médiajelenlétét.

### A közönség miatt
A közönség időnként tiltakozott a filmesek ellen a díjátadásokon. 1960-ban Michelangelo Antonioni trilógiájának első része, A kaland hideg fogadtatásban részesült Cannes-ban. Az Anna eltűnésének kiderítetlenségét félreértő közönség kifütyülte a filmet a vetítésen, sőt paradicsommal dobálta meg a rendezőt és a színésznőt a díjátadáskor.
Elszigeteltebb, de nem kevésbé radikális tiltakozás történt 1987-ben. Abban az évben ugyanis a mali Souleymane Cissé Yeelen című alkotása képviselte – a fesztivál történetében első alkalommal – Fekete-Afrikát, és nyerte el a zsűri díját. A díjátadón egy néző felrohant az emelvényre, és megkérdezte a rendezőtől: „Na, koszos néger, minek köszönhető, hogy díjat kaptál?” A vérig sértett Cissé elvette tőle a mikrofont és az illető arcába vágta. Maurice Pialat francia rendező, akit nem sokkal előtte éppen Cissé bátorított, amikor a közönség kifütyülte, közéjük lépett. Ez volt az első alkalom, hogy két filmrendező együttesen lépett fel a cannes-i fesztivál egy nézőjével szemben.
Az Arany Pálma átadása sem volt mindig mentes az ellenséges nézői inzultusoktól; például 1987-ben, amikor Pialat vette át a fődíjat (A Sátán árnyékában), vagy 1994-ben, amikor Quentin Tarantino (Ponyvaregény). Mindkét rendező ingerülten reagált: Pialat azt válaszolta a hangos nemtetszés-nyilvánításra és füttyre, hogy „Ha Önök nem szeretnek engem, azt mondhatom, hogy én sem szeretem Önöket…” és ökölbe szorított kézzel többször a levegőbe csapott. Tarantino egyszerűen középső ujját mutatta fel. Ugyanőt 2004-ben azzal vádolták, hogy zsűrielnökként részrehajló módon ítélte az Arany Pálmát Michael Moore Fahrenheit 9/11 című dokumentumfilmjének.

### A zsűri miatt

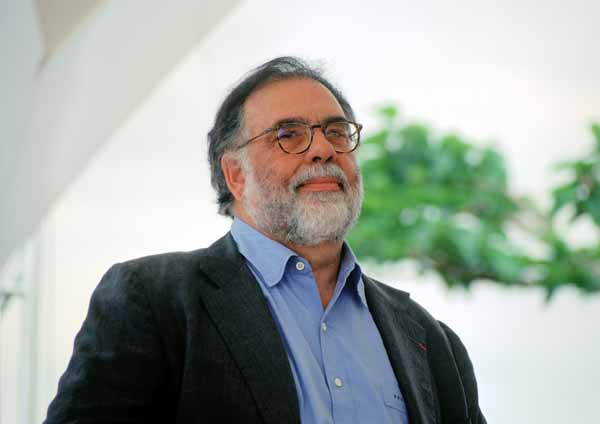
Francis Ford Coppola, aki Volker Schlöndorff-fal megosztva kapta a fődíjat 1979-ben

A zsűri döntései több alkalommal váltottak ki vitát és hűvös fogadtatást a közönség körében. Françoise Sagan írónő a főszereplője lett az egyik ilyen botránynak. Hét hónappal az után, hogy az 1979-es fesztivál elnöke volt, a Le Matin de Paris napilapban felfedte a cannes-i gépezet kulisszatitkait. Állítása szerint a fesztivál igazgatósága megkísérelte befolyásolni a zsűrit, amely Volker Schlöndorff filmje, A bádogdob elismerésére hajlott, hogy az Arany Pálmát Francis Ford Coppola Apokalipszis most című alkotásának ítélje. A zsűri tagjai rendszerint titokban tartják döntéseik okát, Françoise Sagan ezt a „szabályt” szegte meg. A két film végül megosztva kapta a fődíjat. Sagan bejelentése óriási vitát provokált a fesztivált addig is erősen támadó sajtóban, annak vezetése azonban nem reagált.
Előfordult, hogy a viták a zsűritagok egyet nem értéséből, összezördülésből adódtak. Az 1987-es fesztivál idején Nyikita Mihalkov Fekete szemek című alkotása volt a legesélyesebb, de Elem Klimov szovjet filmrendező, zsűritag állítólag kijelentette: „Ha ez a szemét, ez a gazember Mihalkov elismerésben részesül, kivonulok a zsűriből és nyilvánosságra hozva döntésemet, botrányt csapok”. A zsűri engedett ennek az ellenvetést nem tűrő követelésnek és az Arany Pálmát Maurice Pialat A Sátán árnyékában című filmdrámájának adta. 

Az 1999-es fesztiválon a fődíjat átadó Sophie Marceau provokálta ki a közönség hangos zajongását és füttyét azzal, hogy beszéde alatt többször elbizonytalanodott és elakadt. Végül a ceremóniamester avatkozott közbe: megszakítva Marceau beszédét, közvetlenül David Cronenberghez, a zsűri elnökéhez fordult, hogy jelentse be a győztes film címét (Rosetta) és szerzőinek nevét (Jean-Pierre és Luc Dardenne).
Időnként maguk a hírességek provokálnak vitát, a médianyomás ellenére, vagy éppen azért. 2007-ben például, a fesztivál 60. évfordulója alkalmából harmincöt filmrendező közreműködésével készült egy szkeccsfilm, Chacun son cinéma címmel. A rendezők egyike, Roman Polański a sajtókonferencián kritizálni kezdte a hivatalos vetítés után összegyűlt – szerinte felkészületlen – újságírókat, mondván, színvonaltalan kérdéseket tesznek fel. Szerinte „a nagyon szegényes kérdéseivel” a sajtó elszalasztotta azt „az egyedüli lehetőséget, amit ennyi jelentős rendező összejövetele kínált”. Ez után a lengyel rendező úgy döntött, ideje "kajálni" és elhagyta a termet.

### A politika, illetve cenzúra miatt
Az, hogy a fesztivál filmjeinek kiválasztása kezdetekben a beküldő állam feladatát képezte, időnként a diplomáciai és politikai szempontok térnyerését eredményezte a döntés meghozatalakor, s ez komolyabb esetekben a film cenzúrázásához vezetett a fesztiválrendezők részéről. A fesztivál akkori alapszabálya kimondta, hogy a filmek vetítése nem sértheti a Cannes-ban jelen lévő más országok érzékenységét (alapszabály 5. cikkelye). Így 1951-ben kivették a versenyfilmek közül Szergej Geraszimov Oszvobozsgyennij Kitaj című dokumentumfilmjét, a szovjet rezsim melletti propaganda miatt. Máskor a cenzúra külső politikai nyomásgyakorlás eredménye volt. 1956-ban a franciák engedtek Németország kérésének és visszahívták a hivatalos válogatásból Alain Resnais Sötétség és köd című dokumentumfilmjét, melyet a holokausztról, a Harmadik Birodalom koncentrációs táborairól készített. Ez a cenzúra élénk tiltakozást váltott ki mind Franciaországban, mind pedig Németországban. 1959-ben ugyancsak Alain Resnais Szerelmem, Hirosima című filmjét hagyták ki a vetítésből a beválogatás ellenére, nehogy megsértse az amerikai küldöttséget.
A felháborodások végül nem maradtak következmények nélkül: e fesztivál óta ilyen okokból többé nem lehetett kivenni filmet a már közzétett válogatásból. 2007-ben az iráni kulturális minisztériumhoz köthető Farabi Filmalapítvány tiltakozott levélben a teheráni francia kultúrattasénál, mert szerintük Marjane Satrapi Persepolis című animációs filmjének beválogatása „politikai, sőt kultúraellenes cselekedet volt”, amely az „iszlám forradalom sikereinek és következményeinek valóságtól eltérő képét” festette le. A helyzet tehát 1959 óta sokat változott, a cenzúra szemmel láthatóan eltűnt, de a diplomáciai nyomásgyakorlás kísérlete még előfordul.
Más esetekben a színészek és rendezők az állami presszió ellenére is elmennek a fesztiválra; például Wen Jiang, akit Ördögök a küszöbön című filmjének 2000-es cannes-i beválogatása miatt öt évre eltiltottak a forgatástól Kínában.

### Az egyház és a fesztivál
Ritka, hogy az egyház beleavatkozik a film és a cannes-i fesztivál világába. Egyes filmek esetében azonban mégis előfordult. 1960-ban például a L’Osservatore Romano, az Apostoli Szentszék hivatalos napilapja hét indulatos cikket publikált Federico Fellini arany pálmás filmje, Az édes élet ellen, és a Vatikán csak 1994-ben, néhány hónappal a rendező halála után oldotta fel a film tiltását. A katolikusokat kiközösítés fenyegette, ha megnézték a filmet. Ezzel szemben a jezsuiták védelmükbe vették a filmet. A francia kulturális miniszter egyébként cenzúrázta a film egyes részeit
1961-ben Luis Buñuel Viridiana című filmjét a Vatikán blaszfémiának minősíttette és keményen elítélte, a francoista rezsim pedig betiltotta Spanyolországban. Mindezek ellenére a zsűri Arany Pálmával jutalmazta.
Nézetkülönbség támadt a katolikus egyház és a cannes-i szervezők között még 2006-ban is, A da Vinci-kód kapcsán, amely az egyház kritikája ellenére fesztiválnyitó film lett. Egyes katolikus szervezetek annak ellenére folytattak kampányt a film ellen (például plakátokat szaggattak le), hogy a Vatikán elítélt minden ilyen akciót és bojkottot, mondván, „vannak fontosabb dolgok is a világon, mint a film hamis tényei, és nem szolgál semmire sem a védekezés”

### Kínos esetek

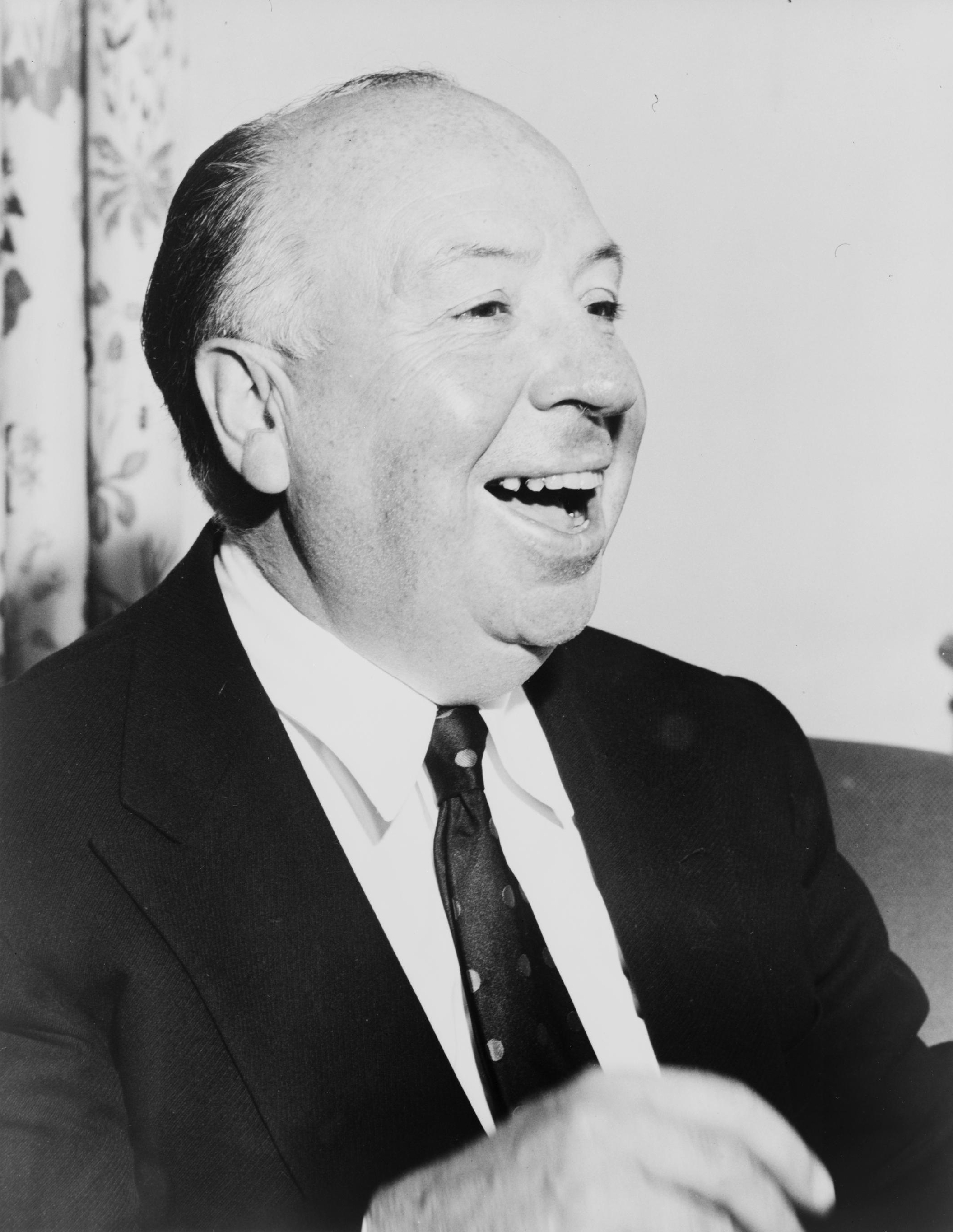
Alfred Hitchcock, akinek nem volt szerencséje a Forgószél vetítésével

A cannes-i fesztiválon gyakran történnek előre nem látható dolgok, s okoznak kínos pillanatokat. Filmcsillagok fényképeztetik magukat ruhájukból kibukkanó keblekkel, de történnek váratlan, kedélyeket felborzoló események is. 1946-ban például, az első igazi fesztiválon, a szervezők ingyenes vetítést javasoltak a közönség és a szakemberek részére is. A kereskedők azonban megijedtek és sztrájkba léptek, mivel úgy gondolták, hogy az árt gazdasági érdekeiknek. Ugyanezen rendezvényen elsőként Alfred Hitchcock Forgószél című filmjét mutatták be, azonban a gépész összekeverte a tekercseket és a vetítés botrányosra sikeredett. 1955-ben Gunther Sachs, Brigitte Bardot férje állítólag alkudozott a szervezőkkel, mert a sztárfeleség cannes-i jelenlétét egy általa finanszírozott dokumentumfilm vetítéséhez akarta kötni.
Akkor is kínos pillanatokat élt át a fesztivál vezetése, amikor „A Nép Megromlása Elleni Népi Harc Bizottsága” jelentős üvegkárokat okozó bombát robbantott a fesztiválpalota mellett, az 1975-ös nyitóceremónia előtt. Szerencsére személyi sérülés nem történt, s a fesztiválmegnyitót folytatni lehetett.

### Fényképészek és keblek

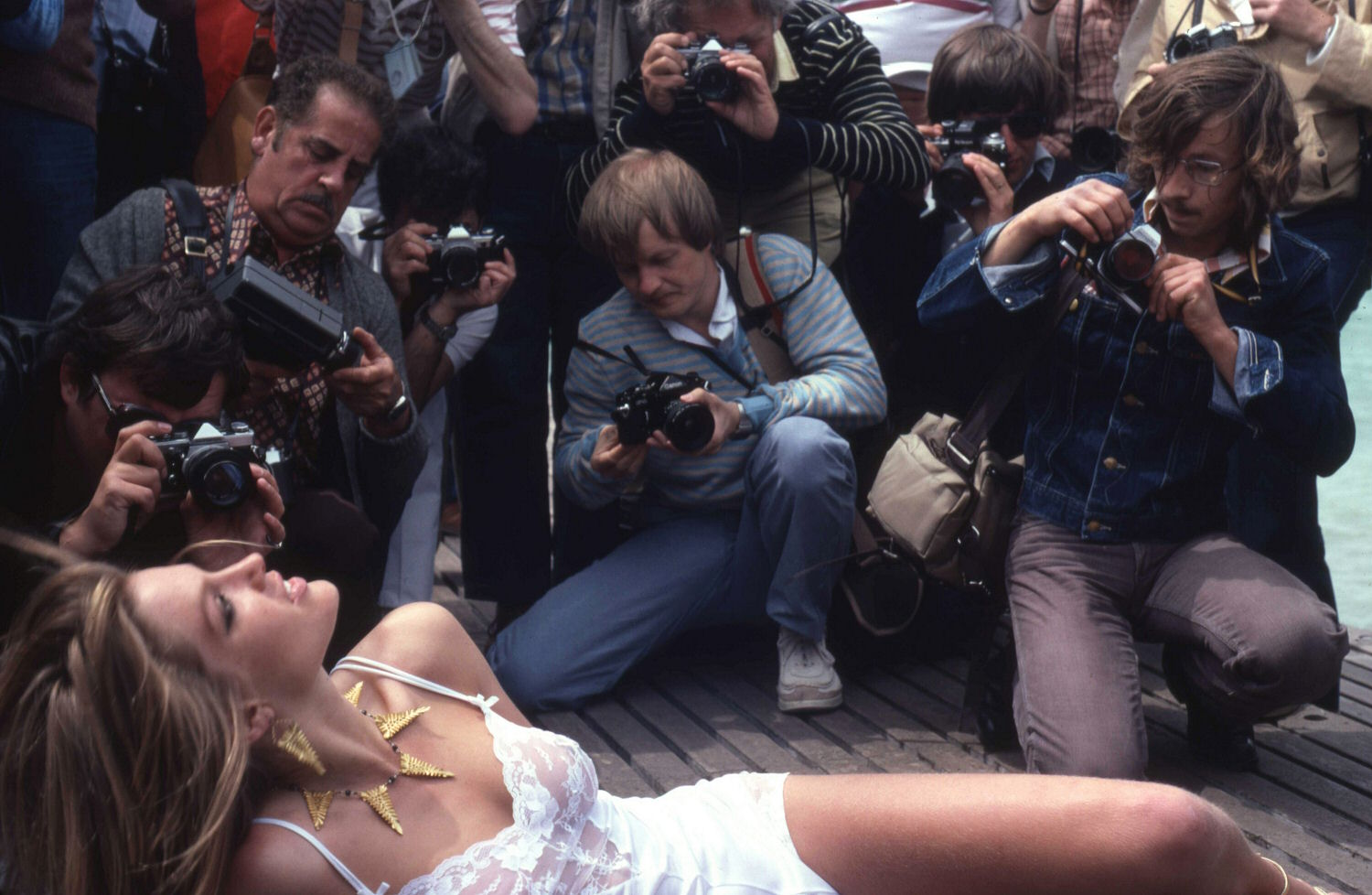
Egy sztárjelölt Cannes-ban

A vörös szőnyegen és a „dicsőség huszonnégy lépcsőfokán” való felvonulás során a filmcsillagoknak időnként komoly nehézsége adódik extravagáns alkalmi ruháikkal, a szemfüles fotósok örömére. Máskor éppen a fotósok lépnek sztrájkba a sztárok viselkedése miatt. Az 1954-es fesztiválon Simone Silva fürdőruhában állt a lencsék elé, s pózolt Robert Mitchummal együtt. A fotósok unszolására végül a színésznő levette melltartóját, és hagyta, hogy kibuggyanó melleire Mitchum rátegye kezeit. A kép bejárta a világot, mérhetetlen botrányt kavarva a fesztivál és az angol színésznő körül, akinek másnap reggel el kellett hagynia Cannes-t. Forgatott ugyan még néhány filmet, hogy elfeledje ezt a napot, de depresszióba esett, és 1957-ben öngyilkos lett.
Megtagadva, hogy elmenjen filmje, a Gyilkos nyár sajtótájékoztatójára, 1983-ban Isabelle Adjani provokálta ki az első és egyetlen fényképészsztrájkot: a fotósok lerakták fényképezőgépüket a lépcső aljába, tiltakozásul a színésznő viselkedése ellen.
Egy másik eset képei ugyancsak bejárták a világot: 2006-ban, a vörös szőnyegen, Sophie Marceau ruhájának pántja esett le, fedetlenül hagyva egyik keblét – akaratlanul is a fesztivál egyik kiemelt figyelemre méltatott eseményét produkálva.

## Magyar filmek a fesztiválon
Az 1939-ben tervezett fesztiválra a francia külügyminisztérium Magyarország részére is küldött meghívót, azonban a hivatalos válasz szerint kevés versenyeztetésre alkalmas filmet gyártottunk, és – hivatalos szakmai szervezet híján – az elkészült filmek sem indulhattak nemzetközi versenyeken. Az első magyar alkotást végül 1947-ben mutatták be Cannes-ban: Keleti Márton Bródy Sándor színművéből készített filmjét, A tanítónőt. Az 1950-es években Keleti további három alkotással képviselhette hazánkat, de már nevezték Makk Károly (Liliomfi) és Fábri Zoltán (Körhinta, Édes Anna, Dúvad) filmjeit is. A nagyjátékfilmeket illetően az első hivatalos magyar elismerést Páger Antal kapta 1964-ben, a Pacsirta című filmdrámában nyújtott alakításáért. Rá egy évre Banovich Tamás kapott technikai nagydíjat táncfilmjéért, Az életbe táncoltatott leányért, filmrendezőként pedig 1967-ben Kósa Ferenc kapott elismerést Tízezer nap című alkotásáért. Az 1960-as évek második felétől szinte majdnem minden évben jelen volt Cannes-ban Jancsó Miklós: a Szegénylegények 1966-os sikeres bemutatkozása után sorra vetítették fontosabb műveit – Csillagosok, katonák, Fényes szelek, Még kér a nép, Szerelmem Elektra, Magánbűnök, közerkölcsök, Magyar Rapszódia és Allegro Barbaro stb., azonban rendezői munkáját díjjal csak 1972-ben ismerték el (Még kér a nép).
Jancsó Miklós mellett Makk Károly képviselte legtöbbször a hazánk filmművészetét a fesztivál hivatalos válogatásában – az előbbi hét, míg az utóbbi hat filmet mutatott be (Jancsó-alkotásokat vetítettek a párhuzamos rendezvényen is.)
A legmagasabb elismerést – a hivatalos válogatás második díjának számító zsűri külön nagydíját – Mészáros Márta kapta Napló gyermekeimnek című alkotásáért (1984). Ugyancsak nagydíjas lett 2015-ben az elsőfilmes Nemes Jeles László Saul fia című filmdrámája, emellett elnyerte a FIPRESCI díját, a Technikai-művészi Vulcain-díjat (Zányi Tamás hangmérnök), valamint a François Chalais-díjat. Két díjat vehetett át (legjobb forgatókönyv, valamint zsűri különdíja) Szabó István(Mephisto, Redl ezredes). Szépen mutatkozott be 1989-ben az Un certain regard szekcióban Enyedi Ildikó: Az én XX. századom című filmje elnyerte az Arany Kamerát. A magyar filmművészet rendszerváltás utáni helyzete nem tette lehetővé, hogy jelen legyünk az Arany Pálmáért folytatott versenyben; Szabó István Hanussenjének 1988-as bemutatója után 19 évnek kellett eltelnie, hogy Tarr Béla filmje, A londoni férfi meghívásra kerülhessen. 2008-ban ismét sikeresen szerepeltünk, Mundruczó Kornél Delta című alkotása FIPRESCI díjat nyert.
Törőcsik Mari színészi játékát két alkalommal is elismerték: 1971-ben Darvas Lilivel együtt részesült külön dicséretben (Szerelem), 1976-ban pedig a Déryné, hol van? főszerepének megformálásáért vehette át a legjobb női alakítás díját. 1983-ban Mandragora-díjat kapott.
Nagyon eredményesek rövidfilmjeink. Homoki Nagy István Egy kerecsensólyom története című kisfilmjének 1951-es bemutatkozása óta hat alkotás kapott fődíjat: Nyitány (1965), Küzdők (1977), Moto Perpetuo (1981), Szél (1996), Eső után (2002) és 27 (2023) – ezzel a nemzetek sorában a franciák után a másodikak lettünk. Kezdetben elsősorban Kollányi Ágoston kisfilmjei képviselték hazánkat (ő kétszer is technikai nagydíjat kapott), majd főleg animációs filmjeink arattak sikert.
A párhuzamos rendezvényeken ugyancsak rendszeresen jelen vagyunk. A Kritikusok Hete keretében Erdőss Pál Adj, király, katonát! című filmje volt a legsikeresebb: megkapta az Arany Kamerát. A független filmesek Filmkészítők Kéthete (2022 előtt Rendezők Kéthete) elnevezésű rendezvényén Mészáros Márta és Jancsó Miklós 1969-es részvétele óta olyan filmek kerültek bemutatásra, mint Jancsó Égi bárány (1971), Bódy Gábor Nárcisz és Psyché (1981), Xantus János Eszkimó asszony fázik (1984), vagy Tarr Béla Werckmeister harmóniák (2000) című filmje. Elnyerte a FIPRESCI-díjat Gábor Pál: 1979-ben az Angi Verával, Sándor Pál pedig 1983-ban a Szerencsés Dániellel. Ugyanezt a díjat kapta meg 1993-ban Szabó Ildikó Gyerekgyilkosságok című alkotása. A 78-as szent Johannája című kisfilmjével e szekció rövidfilmjei között mutatkozott be Cannes-ban 2003-ban Mundruczó Kornél, aki ezt követően – Iványi Marcell 2000-es részvétele után másodikként – meghívást kapott Párizsba, a Cinéfondation keretében való képzésre, majd újabb filmjének (Kis Apokrif No. 2.) a hivatalos programban történő vetítésére.

## A fesztivál filmen

### Főbb játékfilmek
- 1978: Evening in Byzantium – rendezte: Jerry London – Az Irwin Shaw regényéből készített tévéfilmben terroristák szállják meg a filmfesztivált, és azt követelik, hogy engedjék szabadon egy Párizsban bebörtönzött társukat.
- 1979: Egy majdnem tökéletes kaland (Almost Perfect Affair) – rendezte: Michael Ritchie – Romantikus vígjáték egy amerikai filmrendezőről és egy producer feleségéről, akik a fesztivál idején találkoznak.
- 1980: Emmanuelle Goes to Cannes – rendezte: Jean-Marie Pallardy – Emmanuelle arról álmodik, hogy filmsztár lesz; a cannes-i fesztiválon találkozik egy producerrel, aki hozzásegítheti ehhez.
- 1982: Emlék (Al-Dhakira) – rendezte: Youssef Chahine – Az önéletrajzi ihletésű filmben az egyiptomi filmrendező szívműtétje közben végiggondolja saját életét, többek között visszaemlékszik a cannes-i filmfesztiválon csalódást okozott szereplésére.
- 1987: Emmanuelle 5. – rendezte: Walerian Borowczyk – A hősnő legutóbbi, pornográfiával vádolt filmjét mutatja be a cannes-i fesztiválon, ahonnan egy arab herceg elrabolja és háremébe viszi.
- 1994: A félelem városa (La Cité de la peur) – rendezte: Alain Berberian – Egy eléggé gyenge vígjáték sajtófőnökének szerencséjére a film bemutatóján meggyilkolják a mozigépészt (majd másokat is), ami nem várt ingyen reklámot biztosít.
- 1994: Segítség, csaló! (Grosse Fatigue) – rendezte: Michel Blanc – A bűnügyi vígjáték főszereplője maga a színész-rendező, akit azzal vádolnak, hogy szexuálisan zaklatott neves színésznőket; azonban kiderül, csak hasonmásról van szó.
- 1996: Cannes Man – rendezte: Richard Martini – Egy ünnepelt producer arra fogad, hogy bárkivel le tudja forgatni a következő cannes-i filmfesztivál bombafilmjét.
- 2000: Murder at the Cannes Film Festival – rendezte: Harvey Frost – A fesztiválon játszódó bűnügyi vígjáték, sok áldozattal, szokatlan gyanúsítottakkal.
- 2001: Cannes-i kavalkád (Festival in Cannes) – rendezte: Henry Jaglom – A vígjáték a cannes-i filmfesztivál idején egy megállapodást tető alá hozni óhajtó filmkészítők kalandjain keresztül mutatja be a szórakoztatóipar kicsinyes játszmáit.
- 2002: Femme Fatale – rendezte: Brian De Palma – Egy értékes gyémántkollekciónak a fesztivál idején történt elrablását követően a hősnő egy halott nő személyazonosságát felhasználva próbál meg eltűnni és lerázni tettestársait.
- 2005: Les Vacances de Noël – rendezte: Jan Bucquoy és Francis De Smet – Két extravagáns belga művész nekitámad a 2004-es cannes-i fesztivál által megtestesített látványtársdalomnak.
- 2007: Mr. Bean nyaral (Mr. Bean's Holiday) – rendezte: Steve Bendelack – A Cannes-ba utazó Mr. Bean, akit összetévesztenek egy gyermekrablóval, majd egy filmrendezővel is, felforgatja a fesztivált.
- 2008: Minden azzal kezdődött – rendezte: Barry Levinson – A többszörös válságban került filmproducer elkeseredett küzdelme, hogy filmjének nemzetközi sikere érdekében eljuttassa azt a kulcsfontosságú cannes-i filmfesztiválra.
- 2017: Dix pour cent – rendezte: Fanny Herrero  – Vígjátéksorozat, melynek egyik epizódja játszódik a fesztiválon (2. évad, 6. epizód)

### Néhány dokumentumfilm
- 1997: Törőcsik Mari Cannes-ban – Törőcsik Mari, az 50. fesztivál egyik díszvendége idézi fel cannes-i emlékeit.
- 2001: Cannes 2001 – magyar riportfilm az 54. fesztiválról, olyan filmcsillagokat megszólaltatva, mint Jean-Paul Belmondo, Faye Dunaway és Tim Robbins.
- 2002: Cannes 2002 – magyar riportfilm az 55. fesztiválról.
- 2004: Souvenirs d'un président de festival de Cannes – Bernardo Bertolucci, 1990-es cannes-i filmfesztivál elnöke emlékezik vissza Cannes-i élményeire.
- 2007: Isten hozta Cannes-ban (Bienvenue à Cannes) – amerikai dokumentumfilm a fesztivál 60. évfordulójának megünnepléséről.
- 2008: Vetítőszoba: Cannes Filmfesztivál (The Screening Room - Cannes Film Festival) – az amerikai dokumentumfilm-sorozat ezen epizódja a 61. fesztivál eseményeit mutatja be.